# Metro Light Rail Bridge

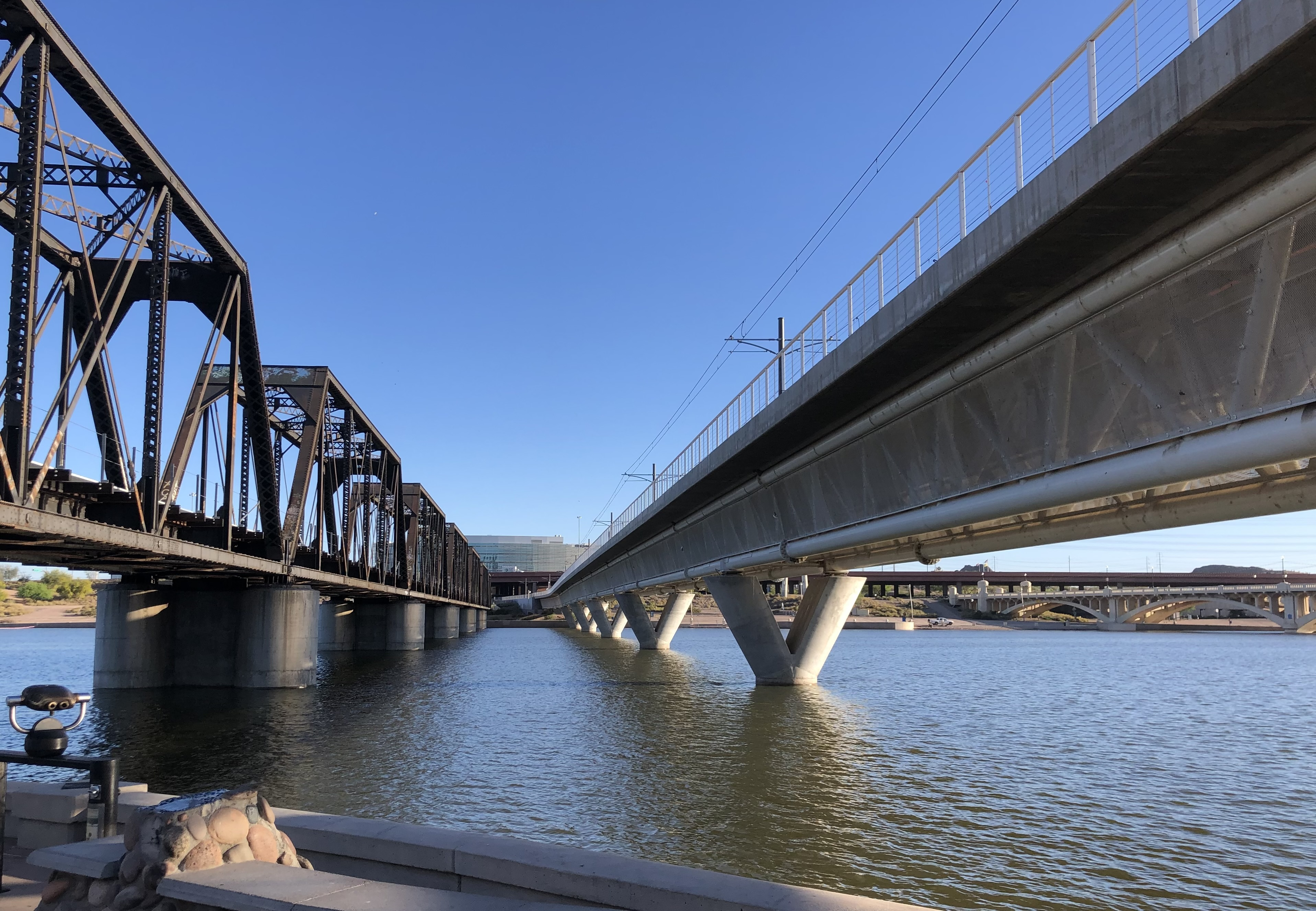
Metro Light Rail bridge (rechts), 2023

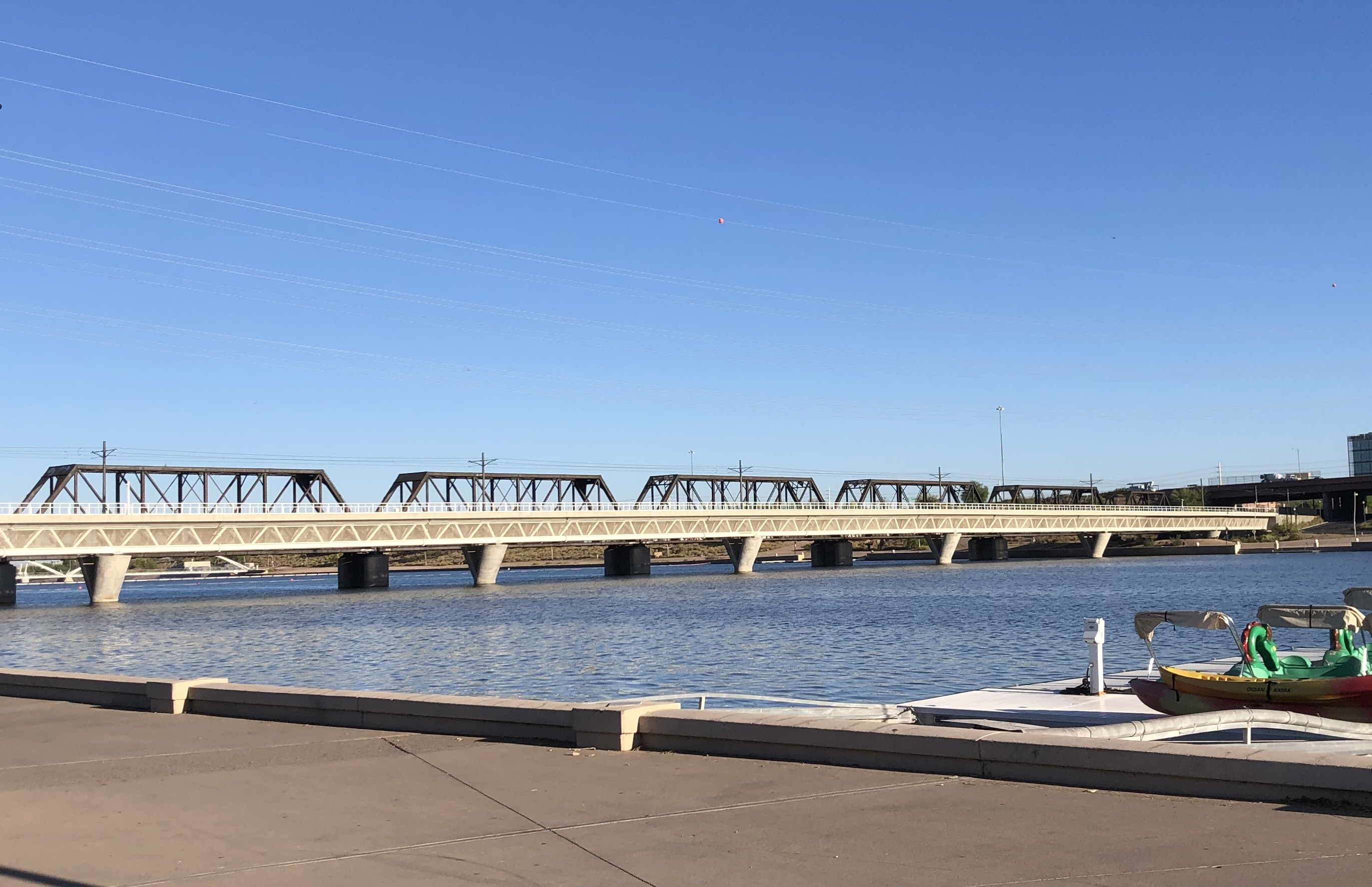
Blick von Südosten

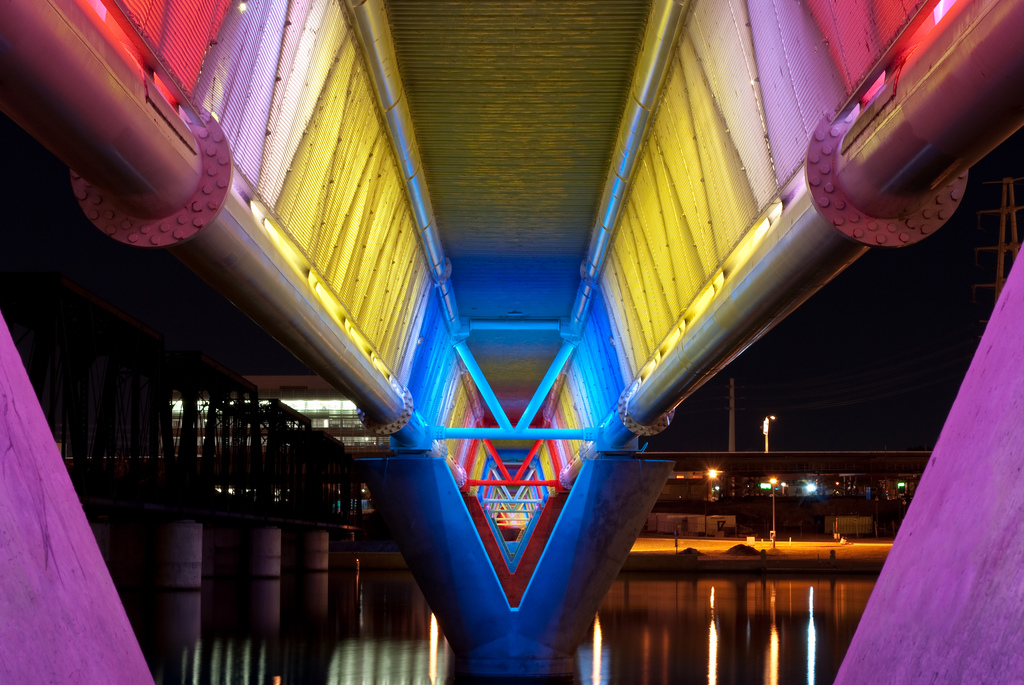
Lichtinstallation, 2011

Die Metro Light Rail Bridge ist eine Brücke in der Stadt Tempe in Arizona.

## Lage
Die Brücke befindet sich nördlich der Innenstadt von Tempe und überbrückt den hier zum Tempe Town Lake aufgestauten Salt River. Unmittelbar westlich befindet sich die Union Pacific Salt River Bridge. Über die Brücke wird die Stadtbahn Valley Metro Rail geführt.

## Beschreibung
Die von TYLin entworfene Brücke ist 466,34 m (1530 ft) lang und führt zwei Gleisstränge über den See. Sie hat elf Öffnungen, die von einem durchlaufenden Fachwerkträger überbrückt werden, der aus zwei Dreiecke bildenden Stahlrohren mit einer knapp 18 cm dicken und 9,14 m breiten Stahlbetonplatte besteht.

## Geschichte
Errichtet wurde die Brücke 2005/2006. Die Brücke verfügt über eine im Jahr 2007 von Buster Simpson geschaffene Lichtinstallation.
Am 29. Juli 2020 kam es auf der benachbarten Union Pacific Salt River Bridge zu einem Zugunglück, bei dem auch die Metro Light Rail Bridge beschädigt wurde. Aufgrund von Brandschäden waren Reparaturarbeiten an den Bögen 8 und 9 in einem Kostenumfang von 198.000 US-Dollar erforderlich, die im Mai 2021 abgeschlossen wurden.